# Arlene Phillips
Arlene Phillips (Mánchester, Lancashire, 22 de mayo de 1943) es una coreógrafa, directora de teatro, cazatalentos, ex-bailarina, juez y presentadora de televisión británica, quien ha trabajado en muchos campos del entretenimiento.
Durante muchos años, fue destacada como coreógrafa de numerosos musicales, películas y programas de televisión de West End y Broadway, pero desde entonces ha logrado fama como juez en programas de talentos de televisión incluyendo a Strictly Come Dancing y So You Think You Can Dance.
En 2017, Arlene estará de gira por el Reino Unido con Arlene! The Glitz. The Glamour. The Gossip., que es una mirada regresiva en una vida en la danza y revela la verdad detrás de bambalinas.

## Primeros años
Phillips nació en 1943 y creció en Prestwich, Lancashire, Inglaterra. Ella es judía y tiene un hermano, Ian y una hermana, Karen. Asistió a la Escuela Preparatoria Broughton en Cheetham Hill, Mánchester, a la Escuela Primaria Beaver Road en Didsbury y la Escuela Secundaria Central de Mánchester para Niñas después de pasar el examen Eleven plus. Cuando Phillips tenía 15 años, su madre, que había sufrido de leucemia, murió a los 43 años. Su padre, que había sido peluquero con su propia tienda, murió de alzheimer a la edad de 89 años.
Phillips originalmente quería ser bailarina de ballet y comenzó las clases de baile a la edad de tres años, estudiando ballet y danza de claqué en la Muriel Tweedy School en Mánchester después de salir de la escuela a los 16. Su madre siempre había expresado un deseo de bailar, lo que inspiró a Phillips en la búsqueda profesional en la danza.

## Carrera profesional
Phillips es reconocida internacionalmente como una coreógrafa y directora de West End y musicales de Broadway, pero tiene muchos otros créditos profesionales.
Fuertemente influenciada por el baile de jazz moderno estadounidense que se estaba convirtiendo en popular en Londres en ese momento, comenzó a desarrollar su propio estilo de baile de jazz y comenzó a enseñar su estilo de baile extensivamente en un número de destacados estudios de baile de Londres, primero en el The Dance Centre y más adelante en Pineapple Dance Studios en Covent Garden, y en la Italia Conti Stage School. Rápidamente se estableció como una exitosa maestra y coreógrafa.
Phillips coreografió la película de 1982, Annie, y la canción de Duran Duran, «The Wild Boys», nombrada el Best British Video en los BRIT Awards de 1985.
IA nivel internacional, Phillips es más conocida como una coreógrafa de jazz y teatro musical, después de haber trabajado en algunos de los musicales más vendidos en West End y el teatro de Broadway, y una serie de películas exitosas. Phillips es nominada al premio Olivier.
Phillips coreografió las ceremonias de inauguración y clausura de los Juegos de la Mancomunidad de 2002 junto con su compañero de Mancunian, David Zolkwer.
De 2004 a 2009, fue juez en el programa de BBC One, Strictly Come Dancing y comentó sobre los actos de Eurovision: Your Country Needs You para la BBC en 2009. En 2008, creó, produjo y coreografió una nueva serie de televisión británica Britannia High. También fue la mente creativa detrás de los programas de la BBC, DanceX y Strictly Dance Fever.
Siguiendo la aparición de Phillips en Your Country Needs You, coreografió la actuación del Reino Unido en el Festival de la Canción de Eurovisión 2009. Ella coreografió la presentación de Engelbert Humperdinck  de la entrada británica en el concurso de 2012 en Bakú.
En marzo de 2013, Arlene apareció en Let's Dance for Comic Relief en el panel de jueces de baile con Greg James y Lee Mack.

## Hot Gossip
En Gran Bretaña, Phillips se convirtió en un nombre familiar como directora y coreógrafa de Hot Gossip, una compañía de baile británica que formó en 1974, utilizando estudiantes que estaba enseñando en ese momento.
Hot Gossip pasó dos años actuando en un club nocturno de Londres donde Phillips y su mánager desarrollaron la obra de baile del grupo.
La compañía fue descubierta por el director de televisión británico, David Mallet, quien invitó a Phillips a hacer de Hot Gossip una presentación regular de The Kenny Everett Show, que el dirigió para Thames Television en ITV, siendo transmitida por primera vez en 1978. Fue durante este tiempo que Hot Gossip hizo su único disco de éxito, apoyando a Sarah Brightman en «I Lost My Heart to a Starship Trooper», una canción disco que alcanzó el número 6 en la lista de música británica. Sarah Brightman alcanzó fama internacional como vocalista de soprano.
Hot Gossip fue particularmente notado por la naturaleza tímida de sus trajes y las rutinas de baile brillante.  siguió siendo exitoso a principios de 1980, con su propio especial de televisión en el radiodifusor de servicio público recién formado, Channel 4, The Very Hot Gossip Show, que tuvo mucho éxito.

## Coreografía teatral
- The Wizard of Oz, producción de Londres de 2011
- Flashdance[6]
- The Sound of Music, 2006 Renacimiento de Londres y producción canadiense 2008
- Starlight Express
- Grease
- Saturday Night Fever
- We Will Rock You
- Fire Angel
- Matador
- Time
- A Clockwork Orange, para el Royal Shakespeare Company

## Strictly Come Dancing
Phillips fue miembro del jurado de la exitosa serie de televisión de la BBC, Strictly Come Dancing, un programa de entretenimiento original que ha estado funcionando en el Reino Unido desde 2004, y cuyo formato ha sido posteriormente licenciado para emisoras en el extranjero..
En el espectáculo, las celebridades reciben un entrenamiento intensivo en las rutinas de baile de salón y de baile latino, siendo emparejadas por un experimentado bailarín profesional. Realizan nuevas rutinas cada semana para una audiencia de televisión en vivo, y cada semana una celebridad es eliminada hasta que el ganador de la serie se decide. El jurado (Phillips, Len Goodman, Craig Revel Horwood y Bruno Tonioli) puntúan las presentaciones de baile, y sus puntajes se combinan con los resultados de un voto telefónico público para decidir cuales fueron las dos parejas que dieron el rendimiento más débil cada semana. Estas dos parejas bailan de nuevo, antes de que los jueces decidan quién debe salir de la competencia.
A Phillips se le pidió que fuera juez de la versión de la American Broadcasting Company (ABC) del programa Dancing with the Stars pero decidió que su lealtad estaba en la versión británica del programa.
En 2005 y 2006, Phillips fue un juez de la serie de spin-off de Strictly Come Dancing, Strictly Dance Fever, que también fue creado por la BBC. El programa buscó a bailarines para unirse al coro de un musical del West End. Más tarde en 2007, creó y juzgó otra serie de baile de la BBC, DanceX, un espectáculo formado para encontrar un nuevo acto de baile comercial. Después del proceso inicial de la audición, los competidores se dividieron en dos grupos de bailarines, Phillips que monitorea un cuerpo de baile y el otro que es monitoreado por su compañero de Strictly Come Dancing, el juez Bruno Tonioli. Los dos cuerpos compitieron en vivo en la televisión cada semana, con el cuerpo de baile de Tonioli siendo los ganadores finales. Hasta la fecha no ha habido indicios de que la BBC tenga previsto televisar más series de estos otros programas.

### Salida deStrictly Come Dancing
Después del cierre de la serie 2008 de Strictly Come Dancing, la BBC anunció que se harían varios cambios para actualizar el show en 2009.  Esto llevó a una gran cantidad de especulación en los medios de comunicación que Phillips podría ser eliminada del panel de jueces, pero la BBC se negó a responder a los informes. Finalmente confirmaron las noticias en el lanzamiento de su horario de otoño el 9 de julio de 2009. Ella fue reemplazada por la exganadora de Strictly, Alesha Dixon. Las noticias llevaron a muchas críticas dirigidas hacia la BBC para su discriminación aparente contra mujeres mayores en la televisión; la BBC, sin embargo, negó firmemente esto.
La decisión de Arlene Phillips condujo a una intervención sin precedentes de Harriet Harman, Ministra de la Mujer y la Igualdad del entonces gobierno. Durante una sesión en la Cámara de los Comunes, Harman respondió a las preguntas indicando que creía que la decisión de abandonar a Arlene Phillips estaba motivada por la discriminación por edad y pidió a la BBC que se asegurara de que participaría en la nueva serie. Phillips bromeaba que su hermana la había apodado "Arlene-Phillips-66" debido a la frecuencia con la que su nombre aparecía en la prensa con su edad añadida. La BBC no respondió formalmente a la solicitud de Harman, pero reiteró sus comentarios de que la decisión no era debido a la edad, sin decir a lo que era debido.
Se informó en el Daily Mail que Phillips podría estar regresando al jurado de la serie ocho de Strictly Come Dancingo incluso puede estar involucrado en el entrenamiento de todas las parejas, de la misma manera que Torvill y Dean entrenan a todas las parejas en el programa de ITV, Dancing on Ice. Esto no sucedió.

## Actividades posteriores
En octubre de 2009, Phillips apareció en el primer episodio de la 38.ª serie del programa satírico Have I Got News For You, donde estuvo en el equipo ganador de Paul Merton. Entre abril y julio de 2010, Phillips hizo 9 apariciones en el programa insignia de ITV , Loose Women. IEn el otoño de 2010, Phillips presentó su primera línea de maquillaje, en asociación con la marca de cosméticos VIE at home.
Phillips fue nombrada Oficial de la Orden del Imperio Británico (OBE) en los Honores de Cumpleaños de 2001 y Comandante de la Orden del Imperio Británico (CBE) en los Honores de Año Nuevo 2013 por servicios de danza y caridad.

### Britannia High
En 2007, Phillips se convirtió en la productora ejecutiva y directora creativa de la serie de televisión de ITV, Britannia High.
El programa era un drama ficticio sobre las vidas de seis estudiantes en una escuela de la escuela de artes escénicas de Londres.
Basado en una idea de Phillips y el productor de West End, David Ian, la serie fue comercializada como la respuesta del Reino Unido a High School Musical de Disney.
La música del programa fue creada y escrita por el exitoso compositor, y líder de Take That, Gary Barlow.

### So You Think You Can Dance
Phillips también ha sido una juez en la versión británica de So You Think You Can Dance. El creador original del programa, Nigel Lythgoe, es el juez principal de la serie, y Phillips se une al panel por la cantante pop Louise Redknapp, y el bailarín y coreógrafo Sisco Gómez.
Las audiciones preliminares se llevaron a cabo en las principales ciudades del país, a partir de octubre de 2009, con el primer episodio siendo emitido en BBC1 en enero de 2010.
Ha habido desde entonces dos series con Charlie Bruce y Matt Flint tomando el título de ganadores, respectivamente.
El nombramiento de Phillips como juez para la serie vino pronto después de la controversia sobre su salida de Strictly Come Dancing,  que incitó la especulación de los medios que ella se convirtió en un juez para el programa de ITV1, Dancing on Ice o el próximo programa de Sky1, Got to Dance (entonces titulado Just Dance), presentado por Davina McCall.

## Vida personal
Phillips y su pareja, Angus Ion, han estado juntos desde 1985.
Tiene dos hijas: Alana (nacida en 1979), de una relación anterior, y Abi (nacida en 1991), con su pareja actual. Viven en Londres.
Conoció a Angus, un escenógrafo, en el set del videoclip de la canción de Freddie Mercury, "I Was Born to Love You".

## Libros deAlana Dancing Star
En 2010, Phillips escribió una serie de libros de ficción para niños. Alana Dancing Star es una serie de 6 libros girando alrededor del personaje central Alana y sus viajes a través de diferentes géneros de baile. La serie abarca bailes de salón, Samba, hip-hop, Bollywood, Broadway y Tango.
En el verano de 2011, uno de los libros, Vals Vienés, fue seleccionado para formar parte de la lista de lectura para niños de verano de Richard and Judy.

## Línea de joyas
Phillips ha lanzado una línea de joyas de moda, que actualmente se está vendiendo en QVC. 
La línea se compone de collares, pulseras, pendientes y broches. En 2012, Phillips ampliará su línea.

## Línea de ropa
En 2010, Phillips lanzó una línea de prendas de vestir, que ha tenido mucho éxito, con la tienda minorista Marisota.

## Discografía
| Año  | Título                                    | UK Singles Chart |
| ---- | ----------------------------------------- | ---------------- |
| 1982 | Keep in Shape System with Arlene Phillips | 41               |
| 1984 | Keep in Shape System Volume 2             | 100              |

## Créditos de películas
- Monty Python's The Meaning of Life – Dirigido por Terry Jones
- Legend – Dirigido por Ridley Scott
- Annie – Dirigido por John Huston
- White Hunter Black Heart – Dirigido por Clint Eastwood
- Salome's Last Dance – Dirigido por Ken Russell
- Can't Stop the Music – Dirigido por Nancy Walker
- The Wind in the Willows – Dirigido por Terry Jones
- Escape to Athena – Director George P. Cosmatos, 1979
- The Fan – Protagonizada por Lauren Bacall
- Private Dancer, vídeo musical de Tina Turner – Coreógrafa